# Friends of Dresden
Friends of Dresden Inc. ist ein in New York City ansässiger Förderverein, der im Jahr 1994 mit dem Ziel, Hilfe für eine zukünftige friedvolle Welt und eine Versöhnung mit dem früheren Kriegsgegner Deutschland zu leisten, gegründet wurde.
Der durch den Nobelpreisträger Günter Blobel gegründete Verein unterstützt Projekte in Dresden zum Neuaufbau von im Zweiten Weltkrieg zerstörten Gebäuden und Sehenswürdigkeiten. So wurden durch den Verein Gelder eingeworben, um Pläne wie den Aufbau der Frauenkirche oder den Bau der Dresdner Synagoge voranzutreiben.
Eine Niederlassung befindet sich in Dresden. Neben der Unterstützung des in New York ansässigen Vereins zählt seit 2010 die Vergabe des Dresden-Preises zu den Aufgaben des Friends of Dresden Deutschland e.V. Nach eigenen Angaben möchte man somit weltweiten Konflikten vorwirken. Zu den Trägern des mit 25.000 Euro dotierten Preises gehört u. a. der Dirigent Daniel Barenboim, der im Jahr 2011 ausgezeichnet wurde.